# Вальне
Вальне́ (фр. Vallenay) — коммуна во Франции, находится в регионе Центр. Департамент — Шер. Входит в состав кантона Шатонёф-сюр-Шер. Округ коммуны — Сент-Аман-Монтрон.
Код INSEE коммуны — 18270.

## География
Коммуна расположена приблизительно в 230 км к югу от Парижа, в 130 км южнее Орлеана, в 32 км к югу от Буржа.
Вдоль восточной границы коммуны протекает река Шер.

## Население
Население коммуны на 2008 год составляло 697 человек.
| 1962 | 1968 | 1975 | 1982 | 1990 | 1999 | 2008 |
| ---- | ---- | ---- | ---- | ---- | ---- | ---- |
| 963  | 1009 | 1021 | 833  | 857  | 709  | 697  |

## Администрация
| Период | Период | Фамилия        | Партия                  | Примечания |
| ------ | ------ | -------------- | ----------------------- | ---------- |
| 2001   | 2008   | Робер Кутюрье  |                         |            |
| 2008   | 2014   | Кристиан Фошер | Социалистическая партия |            |

## Экономика
Основу экономики составляют лесное и сельское хозяйство.
В 2007 году среди 427 человек в трудоспособном возрасте (15-64 лет) 317 были экономически активными, 110 — неактивными (показатель активности — 74,2 %, в 1999 году было 74,5 %). Из 317 активных работали 279 человек (162 мужчины и 117 женщин), безработных было 38 (13 мужчин и 25 женщин). Среди 110 неактивных 21 человек были учениками или студентами, 44 — пенсионерами, 45 были неактивными по другим причинам.

## Достопримечательности
- Церковь монастыря Сен-Мартен (XII век). Исторический памятник с 1998 года[3]
  - Надгробная плита из чёрного мрамора на могиле Жозефа де Биньи, умершего в 1616 году. Исторический памятник с 1892 года[4]
  - Надгробная плита на могиле Клода де Биньи, умершего в 1622 году. Исторический памятник с 1892 года[5]
- Замок Биньи (XVI век). Исторический памятник с 1981 года[6]
- Замок Валлене
- Замок Дю-Прёй
- Кузница «Петит-Форж» в Биньи (XVIII век). Исторический памятник с 1991 года[7]
- Старые печи для обжига извести

## Фотогалерея

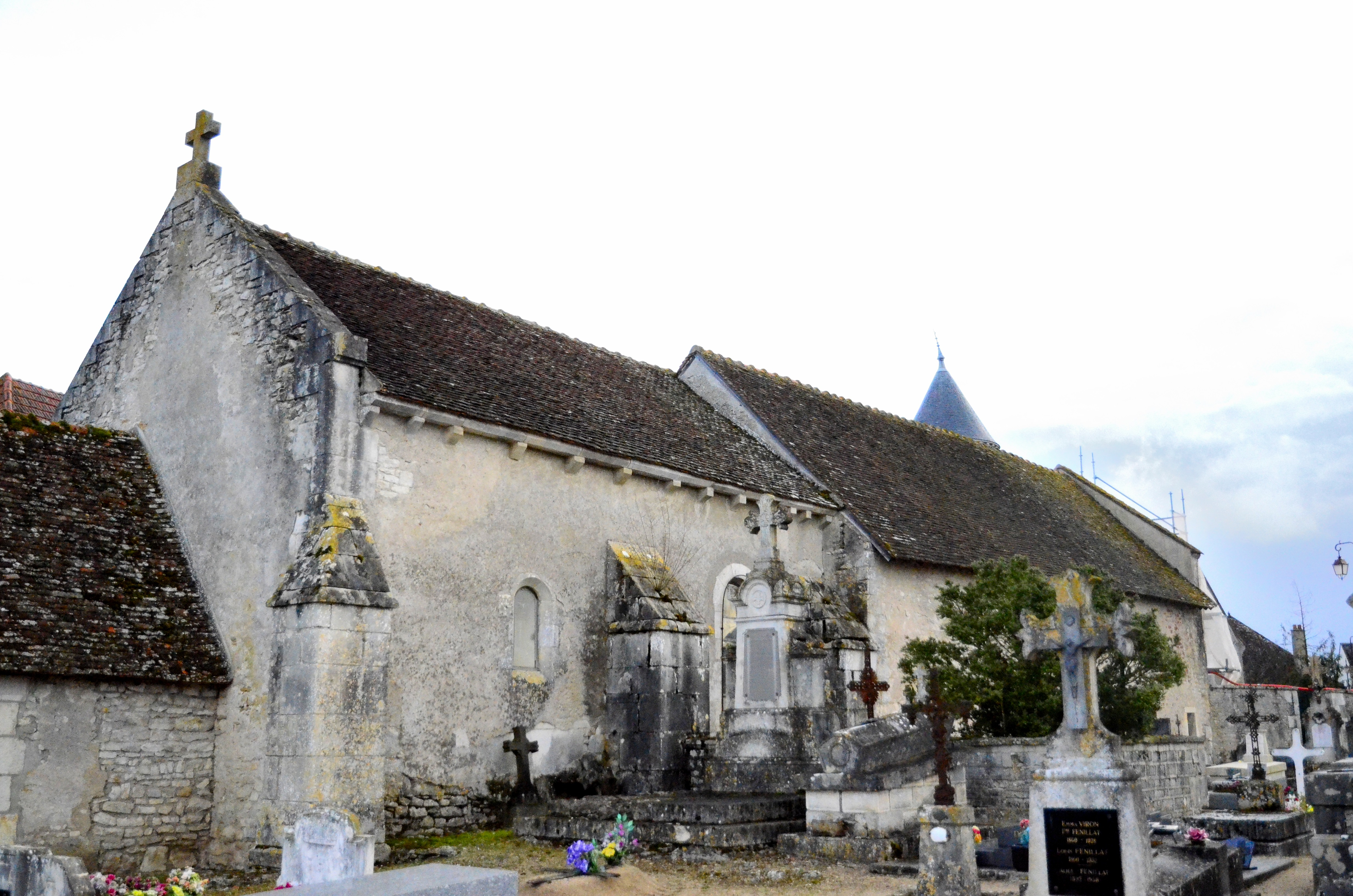
Церковь Сен-Мартен
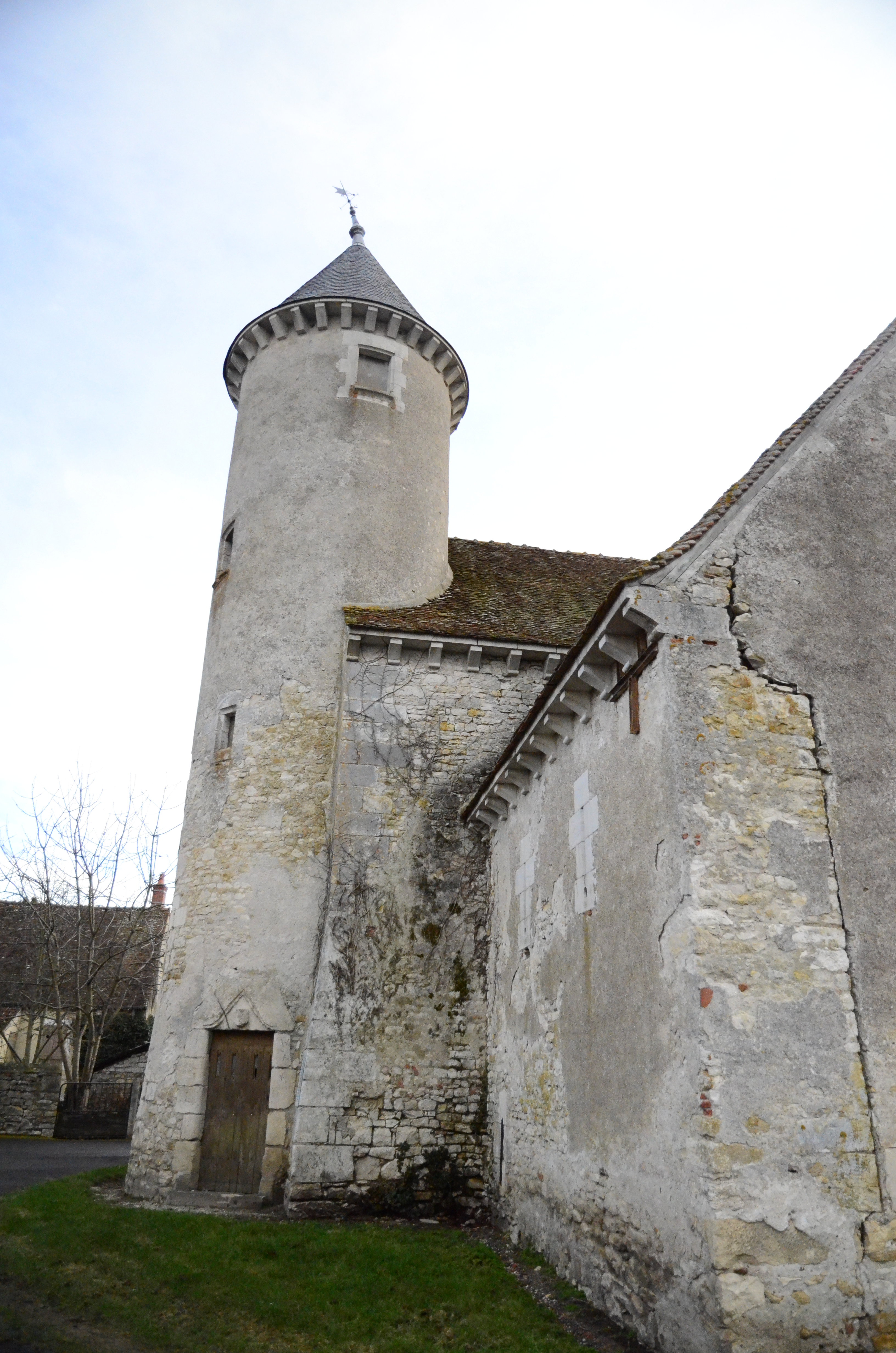
Замок Биньи
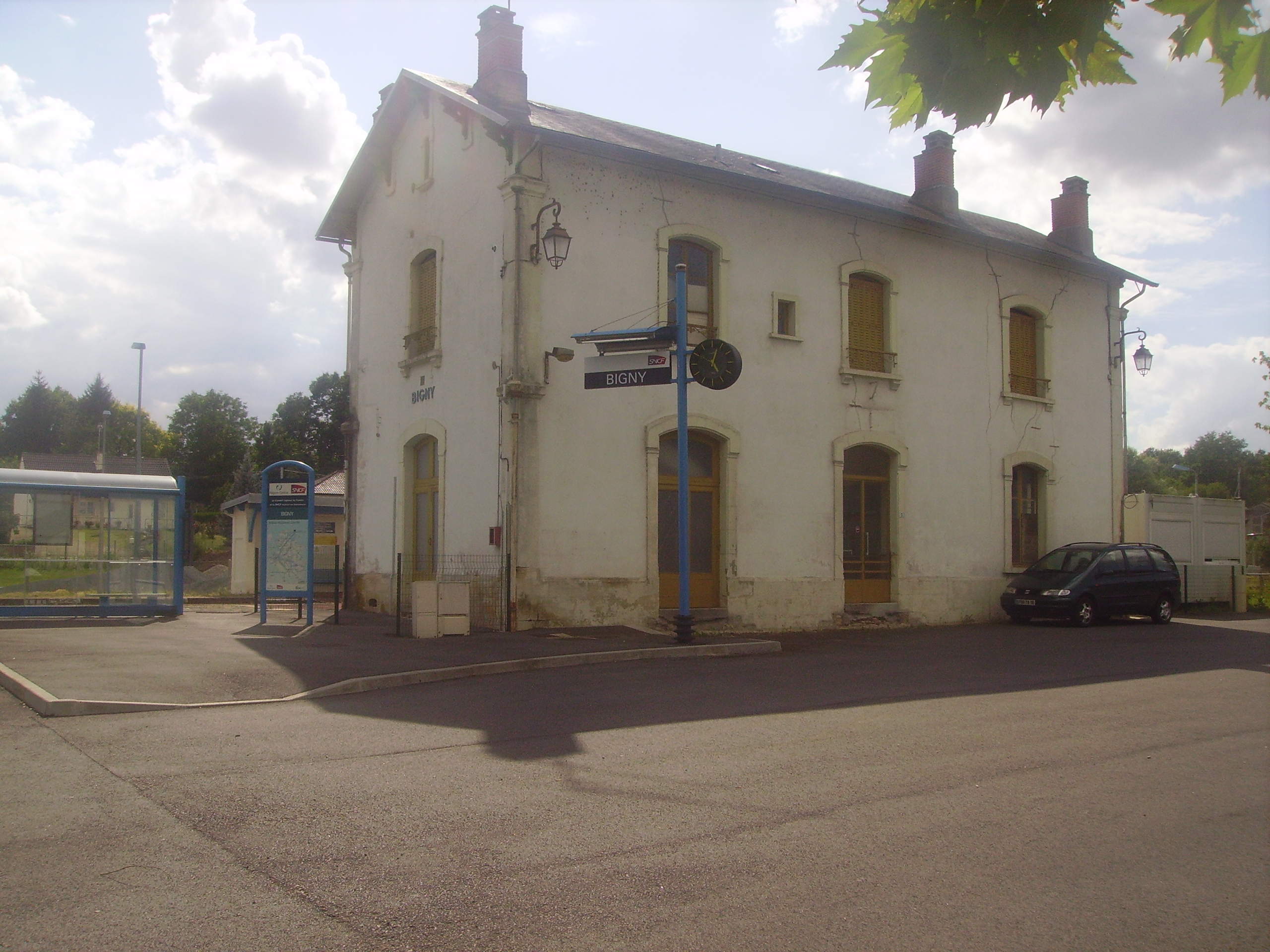
Вокзал
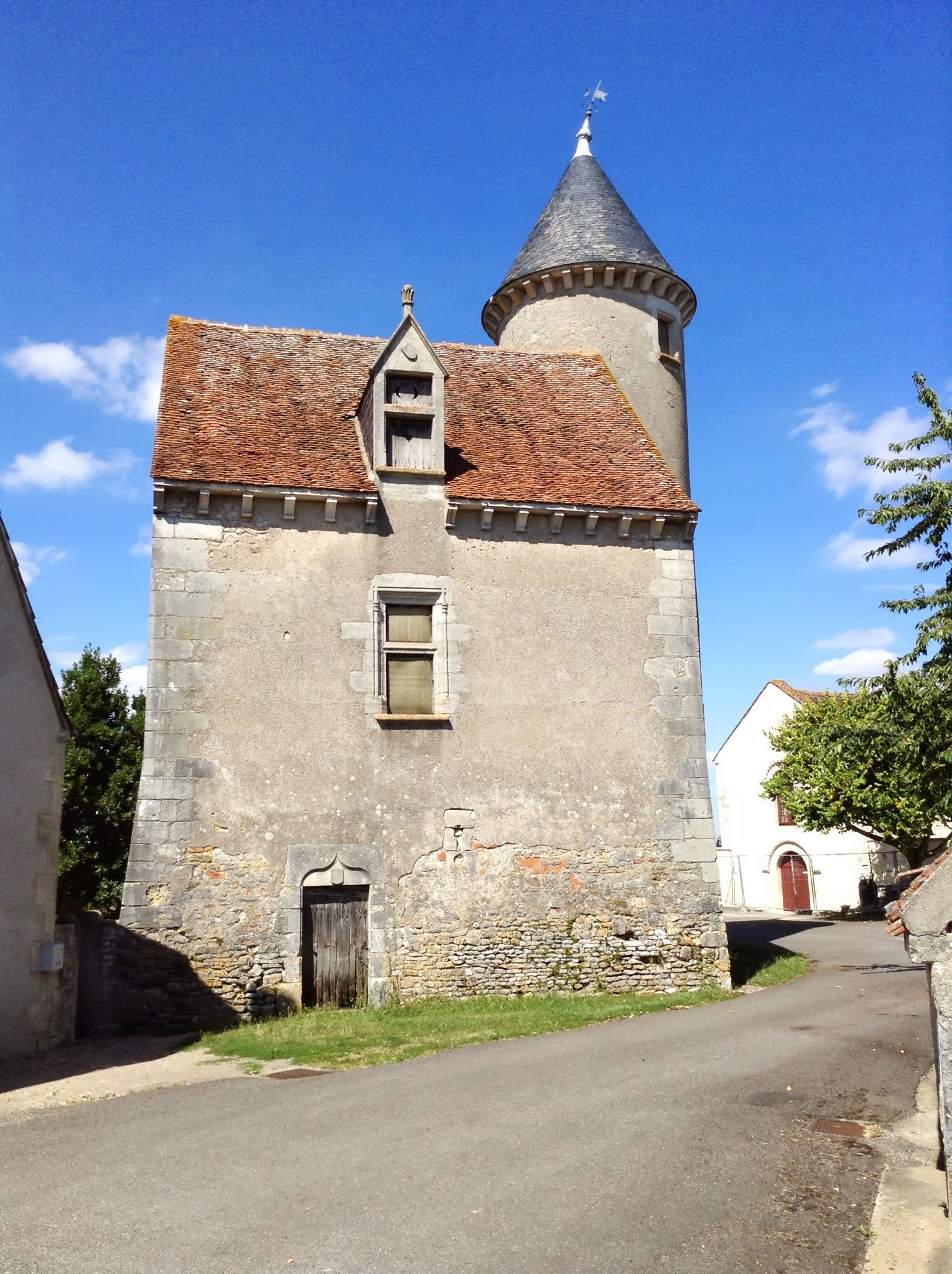
Замок Биньи
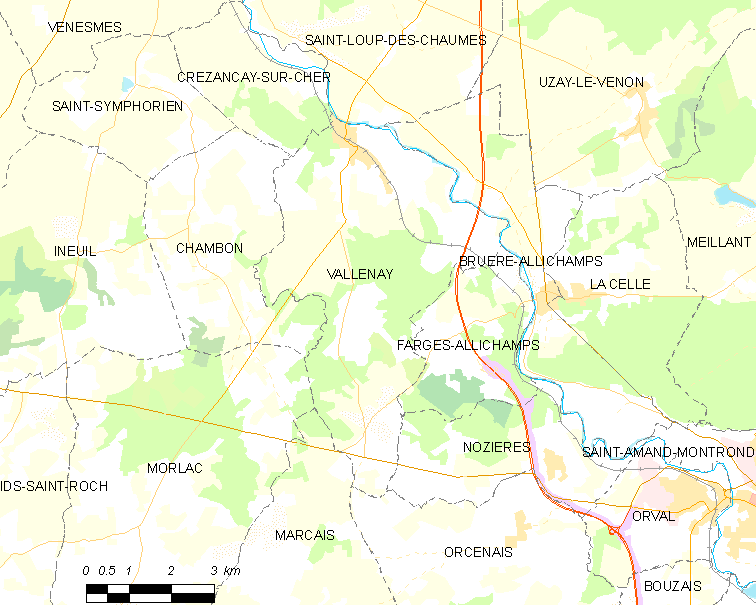
Карта коммуны